# 우도 켈말츠
우도 켈말츠(독일어: Udo Quellmalz, 1967년 3월 8일~)는 독일의 유도 선수, 지도자이다. 1992년 하계 올림픽에서 하프라이트급 동메달을 획득했고, 1996년 하계 올림픽에서 하프라이트급 금메달을 획득했다.

## 경력
라이프치히에서 태어난 켈말츠는 1984년에 동독 청소년 국가대표로 발탁되었고, 이듬해에는 국가대표로 발탁되었다. 1988년에는 서울에서 열린 1988년 하계 올림픽에 참가했다. 이후 독일이 통일되자 독일 국가대표로 활동했다. 1992년에는 스페인 바르셀로나에서 열린 1992년 하계 올림픽에서 하프라이트급 동메달을 획득했고, 10996년에는 미국 애틀랜타에서 열린 1996년 하계 올림픽에서 하프라이트급 금메달을 획득했다. 라이프치히 대학교에서 스포츠 과학을 공부했고, 졸업 후에 체육 교사 자격을 취득했다.
1998년에 현역에서 은퇴한 후, 영국으로 건너가 2004년까지 영국 유도 국가대표 기술 코치를 맡았다. 이후 2007년에는 오스트리아 유도 협회의 초빙으로 오스트리아 국가대표팀 코치를 맡았다. 이후 2009년부터 2012년까지 오스트리아 국가대표팀 감독으로 활동하며 루트비히 파이셔와 자브리나 필츠모저 등의 선수를 지도했다. 오스트리아 대표팀을 떠난 후 카타르로 건너가 카타르 유도 대표팀 코치로 활동했다. 이후 2018년에 독일로 돌아와 고향인 라이프치히에 거주하면서 작센 유도 협회에서 스포츠 코디네이터로 활동하고 있다.